# Двенадцатый Толедский собор
Двенадцатый Толедский собор (лат. Concilium Toletanum XII) состоявшийся в Толедо 9 января 681 года, инициированный вестготским королём Эрвигом, который был избран королем в 680 году. Одним из его первых действий было освобождение населения от законов Вамбы и признание Эрвига, с преданием анафеме всех, кто выступал против него.
На соборе присутствовали тридцать восемь епископов, четыре аббата и пять прочих сановников. В нем признавалось право митрополита — архиепископа Толедского посвящать всех епископов, назначенных королем, даже если они находились за пределами его собственной епархии. Так родилось первенство Толедской епархии над всей Испанией.
Собор осуществил различные меры против евреев, приняв против них двадцать восемь законов. Епископы приказали читать во всех церквях каноны против евреев и закрыть все акты отречения и обращения евреев, запрещая конверсо возвращаться в иудаизм. Каноны были впервые прочитаны в церкви Санта-Мария в Толедо 27 января. В противном случае преследование евреев сводилось к конфискации имущества.
Собор по просьбе Эрвига пересмотрел Вестготскую правду Реккесвинта, чтобы исправить её предполагаемые недостатки и противоречия. Пересмотренный закон вступил в силу 21 октября. Законы против насилия над рабами были отменены. Общая тенденция всех модификаций и нового законодательства была в пользу дворян и их привилегий.
В религиозных вопросах епископы занимались эпитимией, смертью, отлучением от церкви, числом кафедр, избранием епископов, мессой и церковной дисциплины. Выдвижение епископов королями было запрещено (несмотря на молчаливое признание этого на деле). Дата провинциальных синодов была назначена на 1 ноября каждого года. Предыдущая дата была в мае, после четвёртого собора. Провинциям было приказано проводить не менее одного синода в год. Церковь Галисии была санкционирована в обращении с рабами (см. десятый Толедский собор), а существующее в провинции язычество было осуждено.
Собор завершился 25 января.